# John DiMaggio
John William DiMaggio (ur. 4 września 1968 w North Plainfield) – włosko-amerykański aktor.

## Życiorys
Urodził się i dorastał w North Plainfield w New Jersey. Uczęszczał do North Plainfield High School. Studiował na Uniwersytecie Rutgersa.
Specjalizuje się w występach na scenie przed publicznością, ale jego specjalnością stało się użyczanie głosu postaciom z filmów animowanych. W 1997 zadebiutował jako aktor głosowy w serialu animowanym Johnny Bravo. Podkładał głosy pod postacie, takie jak Bender w serialu Futurama, generał Grievous w Wojnie klonów, Flint Marko/Sandman, Hammerhead w The Spectacular Spider-Man, Pinhead Pierre w Fineasz i Ferb i król Zøg w Rozczarowani i Marcus Fenix w grze komputerowej Gears of War i Rhino w grze Mega Spider-Man.

## Filmografia

### Seriale animowane
- 1997: Johnny Bravo
- 1998: Atomówki
- 1999–2003: Futurama jako Bender
- 2001: Samuraj Jack jako Szkot
- 2002: Kim Kolwiek jako dr Drakken
- 2003–2005: Młodzi Tytani jako Brother Blood / Spike / mechanik
- 2003–2005: Kaczor Dodgers jako Crusher
- 2004: Dave Barbarzyńca jako Gagnar
- 2004: Liga Sprawiedliwych bez granic jako Dreamslayer
- 2004–2005: Batman jako Rhino, Mugsy
- 2005: Ben 10 jako Baron Highway, Vulcanus
- 2005–2007: Amerykański smok Jake Long jako Fu Dog
- 2005: Simpsonowie jako Bender w epizodzie „Future-Drama”
- 2006: Where My Dogs At? jako hycel
- 2006–2018: Amerykański tata jako Carl / Pube Face / Daniel
- 2007: Kim Kolwiek jako Motor Ed
- 2007: Afro Samurai  jako Brother 2, Ivanov
- 2007: El Tigre: Przygody Manny’ego Rivery jako El Oso
- 2007–2010: Chowder jako Schnitzel
- 2008–2009: The Spectacular Spider-Man jako Hammerhead / Sandman
- 2008–2011: Zagroda według Otisa jako Aquaman / Hiro Okamura / Mr. Freeze
- 2008–2011: Batman: Odważni i bezwzględni
- 2008–2013: Futurama jako Bender
- 2008–2015: Pingwiny z Madagaskaru jako Rico
- 2010: Avengers: Potęga i moc jako Eitri
- 2010: Planeta Sheena jako strażnik
- 2010: Transformers: Prime jako Vogel
- 2010–2013: Pound Puppies: Psia paczka jako Niblet
- 2010–2013: Generator Rex – różne głosy
- 2010–2012: Ben 10: Ultimate Alien – różne głosy
- 2010–: Pora na przygodę! jako Jake the Dog
- 2012: Kaijudo – Mistrzowie pojedynków jako Master Nigel Brightmore / Heller / Toji / Vorg / Lord Skycrusher,
- 2012: Zielona Latarnia jako Kothack
- 2012: Kung Fu Panda: Legenda o niezwykłości jako Fung / Wall Eye / Bing
- 2012: Randy Cunningham: Nastoletni ninja jako Hannibal McFist
- 2012: Wojownicze Żółwie Ninja jako Pizzaface / Zeno
- 2012: Ben 10: Omniverse – różne głosy
- 2012–2013: Brickleberry – różne głosy
- 2012–2016: Wodogrzmoty Małe jako Manly Dan / Harry Claymore / Love God
- 2014: Simpsonowie jako Bender
- 2017: Samuraj Jack jako Scotsman
- 2019: Scooby Doo i… zgadnij kto? odcinek: Złoto dla żołnierzy jako Abraham Lincoln[8]

### Filmy animowane
- Madagaskar jako Rico
- Asterix i wikingowie jako Timandahaf
- Księżniczka Mononoke jako Gonza
- Pom Poko jako Ryutaro
- Casper's Scare School jako Stinky i frankengymteacher
- Vampire Hunter D: Żądza krwi różne postacie poboczne
- Wojownicze Żółwie Ninja jako Pułkownik Santino
- Afro Samurai jako brat #2
- Superman: Doomsday jako Toyman
- Bender’s Big Score jako Bender i postacie poboczne
- The Beast with a Billion Backs jako Bender
- Bender’s Game jako Bender
- Bee Movie jako woźny i bailiff
- Ninja Scroll: The Series jako Rokai
- Batman: Under the Red Hood jako Joker i postacie poboczne

## Gry komputerowe
- The Chronicles Of Riddick: Escape From Butcher Bay jako strażnicy
- Crash: Mind over Mutant jako Uka Uka
- Crash Nitro Kart jako Tiny Tiger
- Crash of the Titans jako Uka Uka
- Final Fantasy X i Final Fantasy X-2 jako Wakka of Besaid, Kimahri Ronso
- Final Fantasy XII jako Migelo, Gilgamesh
- Futurama jako Bender
- Gears of War jako Marcus Fenix
- Gears of War 2 jako Marcus Fenix, Franklin the Meatflag
- Gears of War 3 jako Marcus Fenix
- Halo 3 jako Brute Chieftain, Marine
- Kingdom Hearts II jako Jacoby
- Kingdom Under Fire: Circle Of Doom jako Regnier
- Scarface: Człowiek z blizną jako Hitman
- The Simpsons Game jako Bender
- Spider-Man 2 jako Rhino, Jack
- Superman Returns jako Bizzaro
- Valkyria Chronicles jako Jann, Gen. Damon
- Vampire: The Masquerade – Bloodlines jako Smiling Jack
- X-Men Legends jako Juggernaut, General Kinkaid
- X-Men Legends II: Rise of Apocalypse jako Juggernaut
- MadWorld jako komentator